# アブドゥルハシム・ムタロフ
アブドゥルハシム・ムタロヴィチ・ムタロフ （英語: Abdulxashim Mutalov、ウズベク語: Abdulxashim Mutalovich Mutalov、ロシア語: Абдулхашим Муталович Муталов、1947年2月14日 - ）は、ウズベキスタンの政治家である。ウズベキスタン初代首相。

## 概要
ムタロフは1947年にタシュケント州アハンガランで生まれた。高校卒業後の1965年にパン工場に就職、ソビエト連邦軍の兵役後も継続してパンを制作していた。1976年、国立食品産業研究所を卒業、1979年から1986年までは地元アハンガランにおいてパン工場の工場長を務めていた。1986年から1991年まではウズベク・ソビエト社会主義共和国の閣僚会議第一副議長と同時に食料大臣を務めていた。
ウズベキスタンが独立を果たすと、ムタロフは1992年1月から1995年12月まで新体制化のウズベキスタン共和国において初代首相を務めた。